# 普里克羅省
7°38′N 3°59′W / 7.633°N 3.983°W

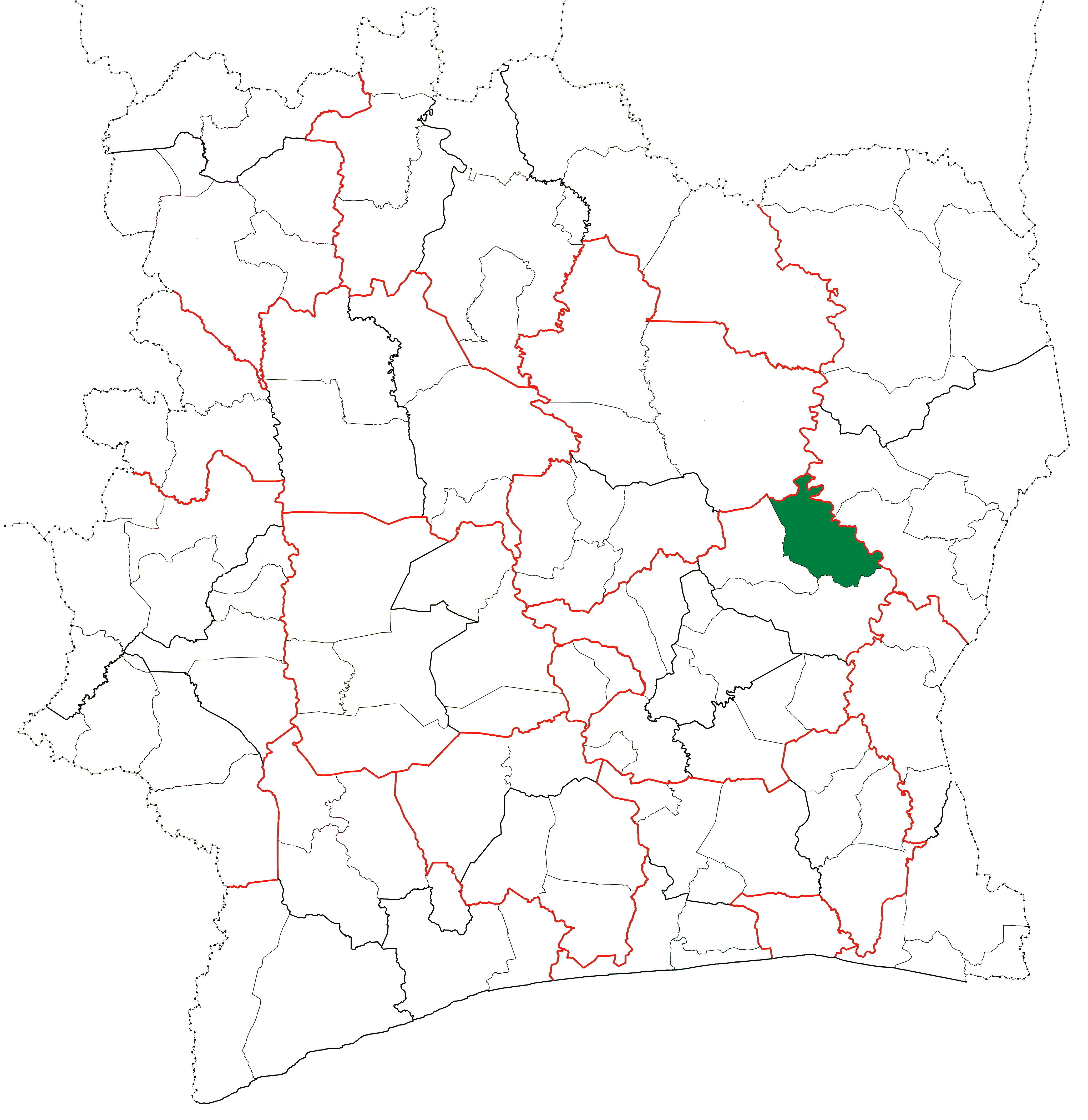

普里克羅省（Prikro Department），是科特迪瓦的省份，位於該國中部湖泊區，由伊富大區負責管轄，成立於2005年，面積2,400平方公里，2014年人口72,789，人口密度每平方公里30人。